# Termy Széchenyiego
Termy Széchenyiego (węg. Széchenyi gyógyfürdő) – zaprojektowany przez Győző Cziglera kompleks basenów i term w Budapeszcie, największy w Europie.
Najstarszy budynek powstał w 1881 w północnej części Parku Miejskiego (węg. Városliget). Był tak popularny wśród mieszkańców, że jeszcze przed I wojną światową konieczna stała się jego rozbudowa. Uroczyste otwarcie nowych Term Széchenyiego nastąpiło w 1913.
W okresie międzywojennym otwarto baseny na wolnym powietrzu, ale dopiero od 1963 stało się możliwe korzystanie z niego przez cały rok. Termy Széchenyiego to jeden z nielicznych obiektów tego typu, w którym nie ma podziału na dni przeznaczone dla kobiet i mężczyzn.
Dojazd do kompleksu możliwy jest żółtą linią metra (stacja Széchenyi fürdő).
Kompleks zasilają dwa źródła termalne: jedno o temperaturze 74 °C, a drugie 77 °C.

## Galeria

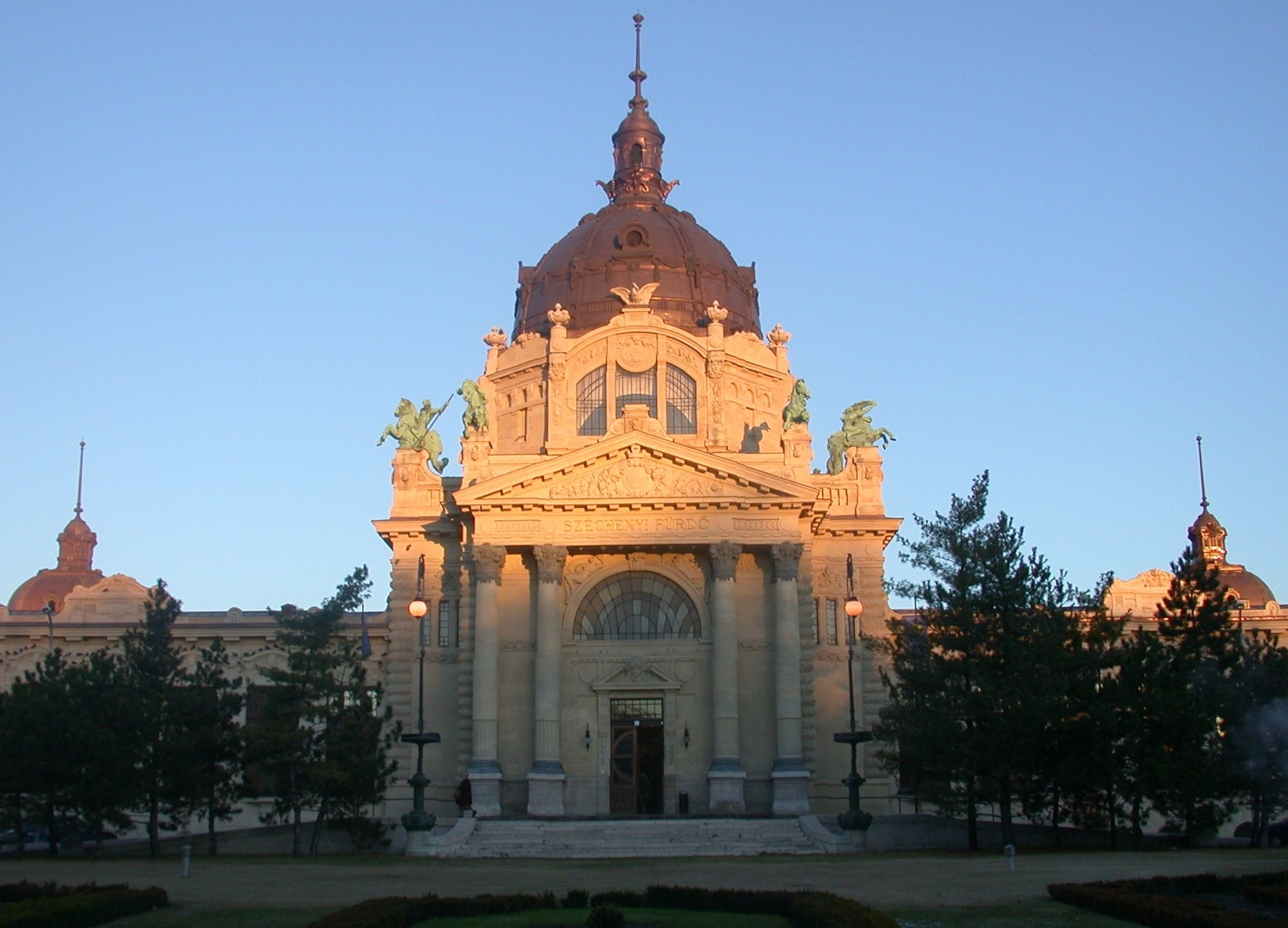
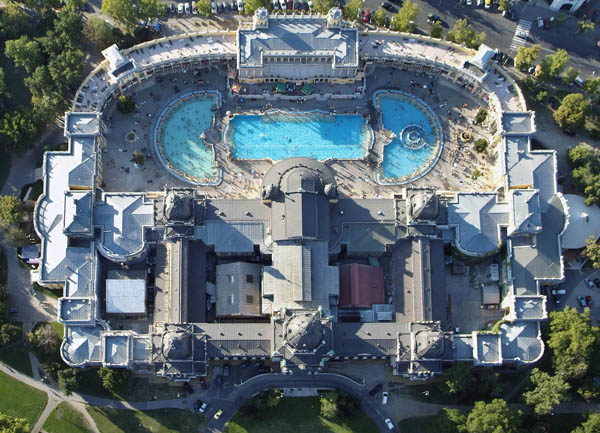
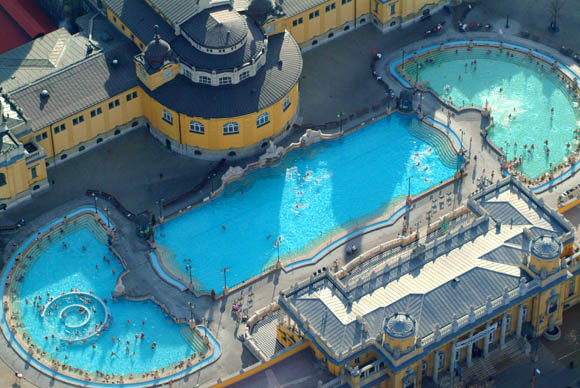
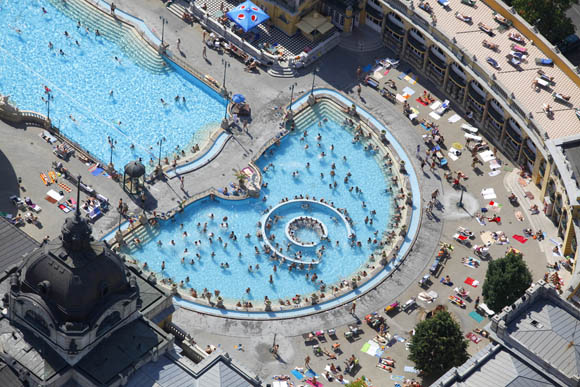
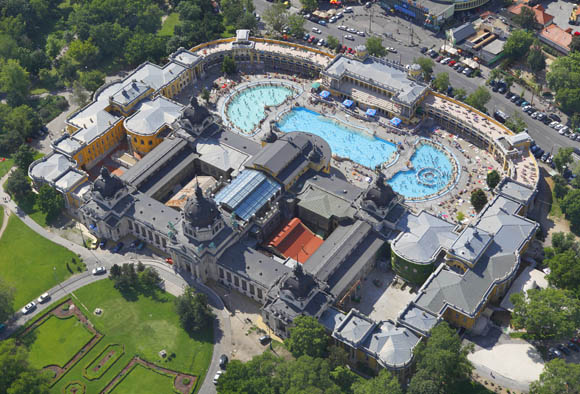
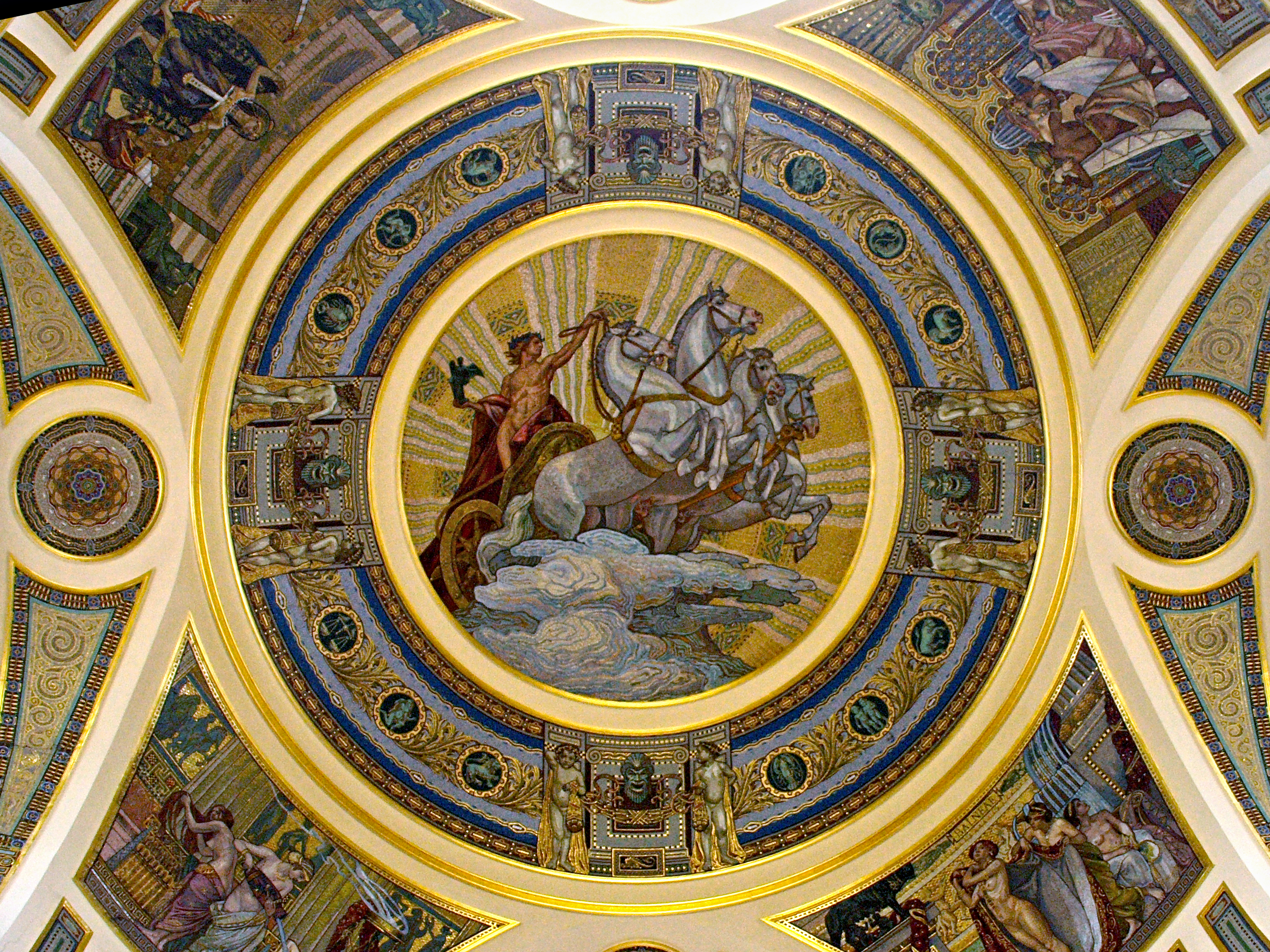
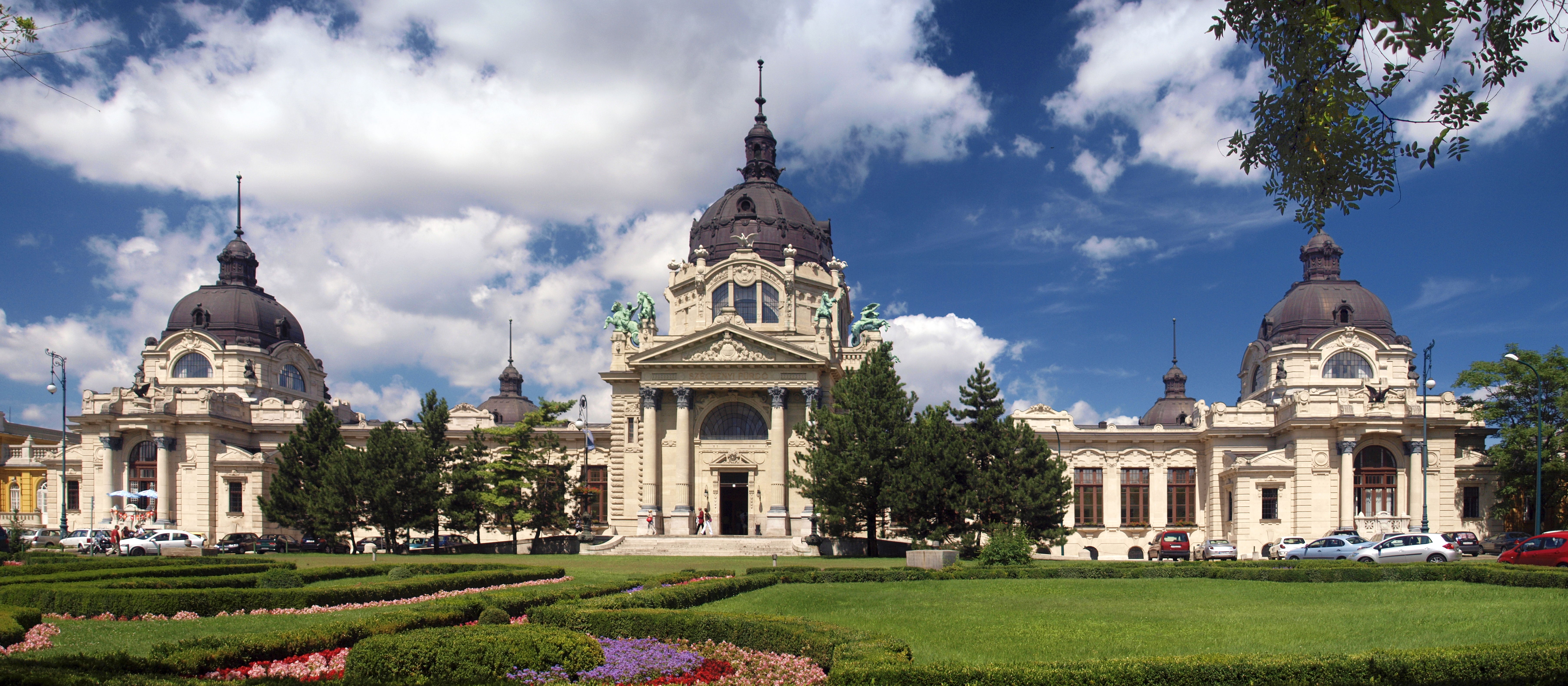
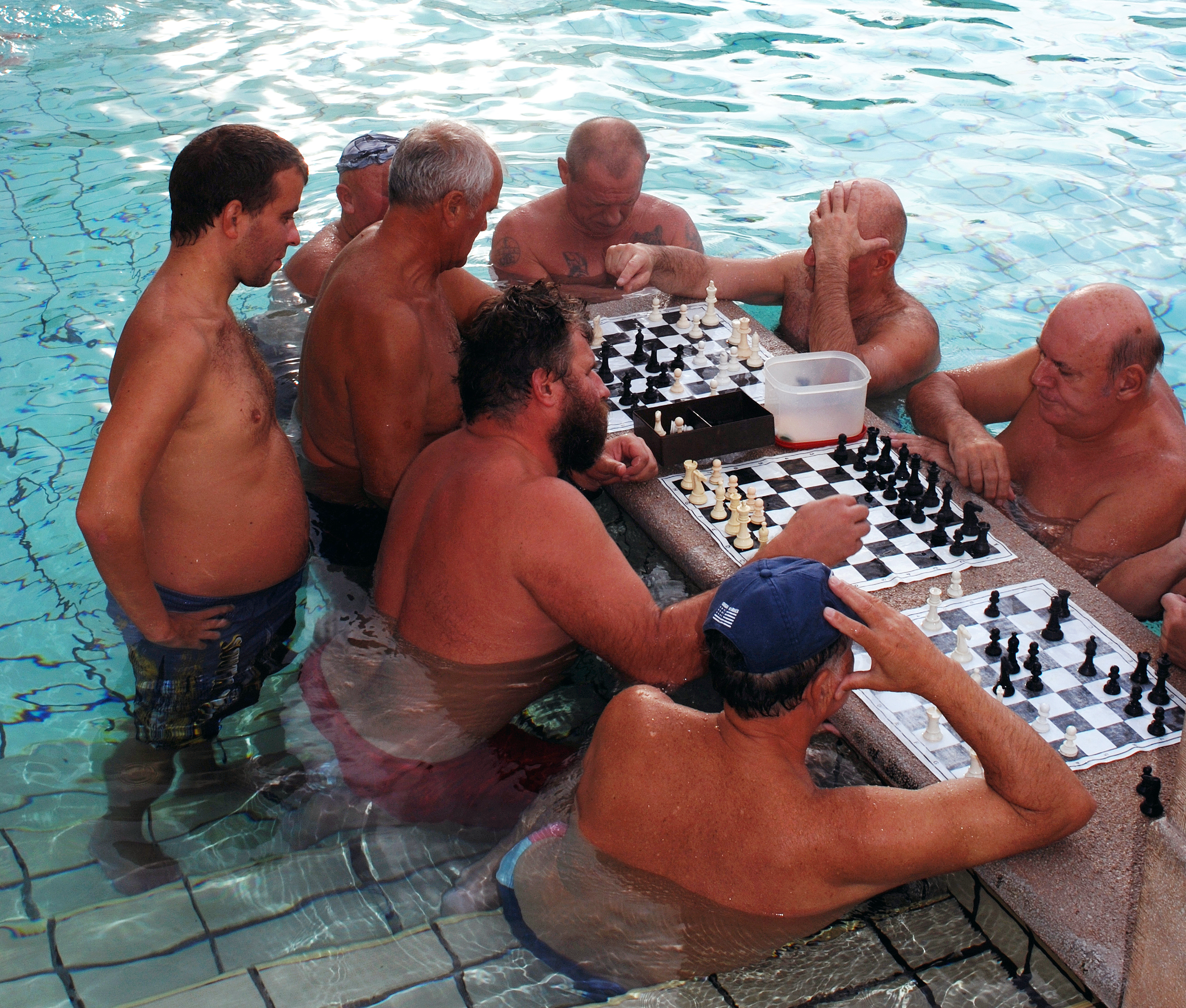
Gra w szachy w basenie
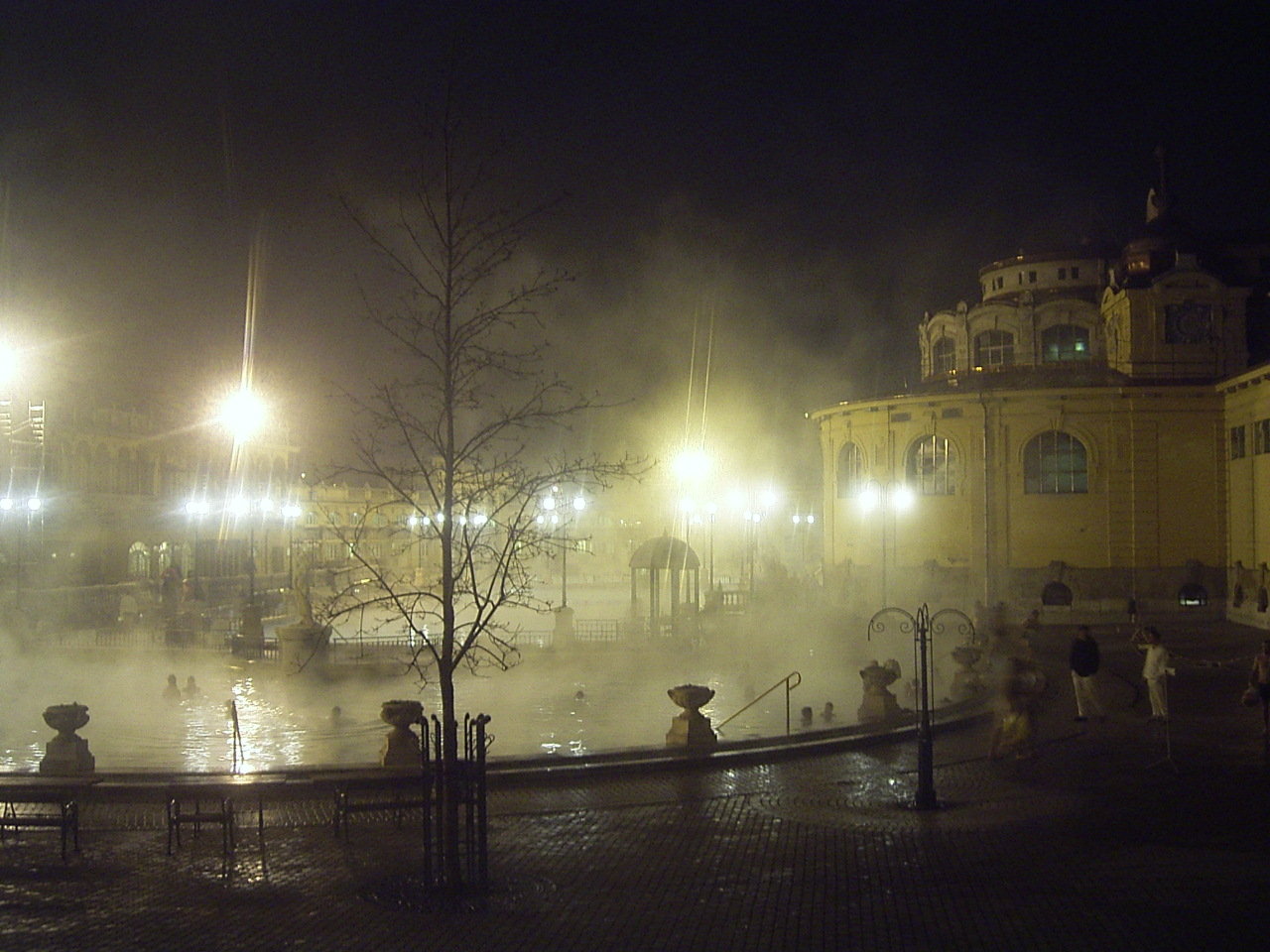
Kompleks w nocy